# Aloeides taylori
Aloeides taylori är en fjärilsart som beskrevs av Tite och Dickson 1976. Aloeides taylori ingår i släktet Aloeides och familjen juvelvingar. Inga underarter finns listade i Catalogue of Life.